# Thylacoleo carnifex
|  | Aquest article tracta sobre el metateri. Vegeu-ne altres significats a «Carnifex (desambiguació)». |

Thylacoleo carnifex és un metateri extint de l'ordre dels diprotodonts. És l'espècie més coneguda i més gran de la família dels lleons marsupials (Thylacoleonidae), que aparegué a finals de l'Oligocè. Thylacoleo carnifex aparegué fa uns 1,8 milions d'anys, durant el Plistocè, i s'extingí fa uns 50.000 anys.
Aquest animal assolia una llargada d'uns 150 cm i un pes de més de 110 kg. Tanmateix, s'han trobat restes fòssils de certs individus que pesaven més de 150 kg. Thylacoleo carnifex era un carnívor de constitució robusta, amb una musculatura molt desenvolupada que li permetia assolir un pes molt gran per la seva poca llargada.